# الأمير محمد بن محمد المختار الأنصاري
محمد بن محمد المختار بن محمد المصطفى بن محمد المزمل الأنصاري، هو من قبيلة الأنصار التي نزحت من المدينة المنورة هروبًا من فتنة علي ومعاوية، واستقرت لاحقًا في الصحراء الكبرى شمال غرب إفريقيا التي تسمى بالحوض أو أزواد. عُرف الشيخ بدوره في الشؤون الدينية والاجتماعية.

## ولادته
وُلد الشيخ في بلاد أروان المتواجدة في شمال دولة مالي، ونشأ في بيئة اجتماعية ذات ارتباط وثيق بقبائل الصحراء الواقعة في شمال وغرب إفريقيا.

## حياته
الشيخ محمد بن إنَّفا الأنصاري علا شأنه وذاع صيته، وكثر أتباعه، وصارت له الطاعة في المنطقة بسبب علمه وحسن تدبيره وسياساته للأمور. وظهر على غيره من العلماء والأعيان، فاعترفوا له بالفضل والتقديم. فلما آلت إليه الأمور شرع في عمارة الصحراء بحفر الآبار ونشر العلم وبسط الأمن وجمع كلمة الناس ودفع الظلم والظالمين.
```
أخذ يحفر الآبار، فكان أول بئر حفرها بئر (إينتْلَّكْ)، ثم (هلول)، ثم (أغزاف)، ثم (إينفيس)، ثم (إين إبراهيم)، ثم (أشب)، ثم بئر (أرَوّان) التي صارت بعد ذلك في وسط القصر الذي بني حولها، وكان ذلك المكان صحراء لا عمارة فيها. ويبدو أن قرية أرّوان القديمة كانت بجانب ذلك المكان آنذاك.
```

وفي النسخ التي لدينا من تاريخهم بعض الخلاف في ترتيب هذه الآبار، مع اتفاقها على أن هذه الآبار المذكورة هي أوائل ما حفره الشيخ محمد بن إنفا. ثم استمر في حفر الآبار متجهًا من (تكراط) شرقًا إلى بئر (أق أغِياسَن) غربًا في الحدود الموريتانية، واستمرت ذريته من بعده في حفر الآبار في الصحراء.

## إمارته
لما صار الشيخ محمد بن إنفا الأنصاري من كبار العلماء بعد وفاة أبيه، وزوج أمه سيد أحمد بن آدَّا، خرج من أرّوان وتوجه إلى تنبتكو، فنزل قرية بنبا على شاطئ النهر شرق تنبتكو (هذه عبارة بعضهم)، وأما الشيخ محمد (هَمًا) فقال لي: "بل نزل بلاد (إبتبًا) غرب تمبتكو".
```
فوجد أخواله هناك، فآوى إليهم المختار بن أوّاء وإخوانه وأبناء عمه، وهم أبناء أعمار بن الفقيه أبي الهدى بن موسى بن محمد المختار المعروف بـ(آيتا) المتقدم ذكره ونسبه الشريف، وهم أجداد قبائل (كلْ همم) و(كلْ إينْ الشريعة)، وغيرهم كثير من القبائل المصدرة بـ(كَلْ). ووجد من ضمن هذا الحي (تانديس) جد الغرٌافيين، و(وشَقَعَنْ) جد قبيلة (كل تشغاينْ).
فألفاهم قاطنين في ذلك المكان مستقرين، فرغب في السكنى معهم، فوجدوه شيخًا فاضلًا عالمًا، فأكرموه ورحبوا به. فلما ظهر لهم فضله ومكانته زوّجه الهاشم بن المختار ابنته عائشة بنت الهاشم بن المختار القرشي. فتآزروا وكونوا حلفًا واحدًا قويًا في المنطقة بقيادة محمد بن إنفا الأنصاري، وانضم إليهم أشتات من قبائل المنطقة، وسمي الحلف كله بالأنصار، وكل انتصر، وكل انصَرُ، نسبة إلى محمد بن إنفا الأنصاري وإخوته وأبنائه لأنهم رأس ذلك الحلف وقاعدته، وكل من سواهم صار تبعًا لهم، واستمر ذلك إلى يومنا هذا.
```

فصار الشيخ محمد بن إنفا الأنصاري أشهر أهل ذلك المكان، فقد قصده طلبة العلم، وتخرج به خلق كثير، وصار له أتباع وموالٍ وحلفاء، فتنازل له خاله الشيخ الهاشم بن المختار عن (الطبل) الذي لا يحمله إلا شيخ العامة، والذي هو بمنزلة الأمير أو السلطان. وكان لهم تنظيم تقليدي يتداولون فيه ذلك الطبل باسم سلاطين العلويين السعديين في المغرب، فهو رمز لتلك المكانة السياسية والاجتماعية.

## وفاته
وفي فترة من الزمن عاد الشيخ الأمير محمد بن إنفا إلى بلده (أروان) زائرًا أقاربه، ومنهم إخوانه من أمه أبناء الشيخ سيد أحمد بن آدَّا الأرواني، فتوفي هناك ودفن بجانب أبيه وشيخه رحمه الله.
- عبد الله بن محمد بن مهدي الأنصاري (2009). الأوفى المختار في تاريخ بني إنفا الأنصار. دار الكتاب والسنة للنشر الدولي. ص. 123–160. ISBN:978-603-00-4262-3.
- John O. Hunwick (2003). Timbuktu and the Songhay Empire: Al-Saʿdi's Taʾrīkh al-Sūdān Down to 1613 and Other Contemporary Documents (بالإنجليزية). Boston: Koninklijke Brill NV. p. xxvi. ISBN:9004128220.
- د. ياسر حميد حامد آل عبدالوهاب الخزرجي الأنصاري, د. ياسر (2018-01-01). تاريخ قبائل الأنصار في سائر البلدان والأقطار (بالعربیة) (1st ed.). دار سنابل الكتاب: دار سنابل الكتاب. Vol. 1. p. 339-350. ISBN:978-1-904923-66-4. {{استشهاد بكتاب}}: تحقق من التاريخ في: |سنة= (help)صيانة الاستشهاد: التاريخ والسنة (link) صيانة الاستشهاد: لغة غير مدعومة (link)
- محمد محمود الأرواني (2010). تاريخ الصحراء والسودان وبلد تنبكت وشنقيط وأروان في جميع البلدان. أكاديمية الفكر الجماهيري. ISBN:9789773222680.

1. ↑  كتاب الأوفى المختار في تاريخ بني إنفا الأنصار، صفحة 85
2. ↑  كتاب تمبكتو وإمبراطورية سونغاي: تاريخ السودان للسعدي حتى سنة 1613 ووثائق معاصرة أخرى، صفحة xxvi
3. ↑  كتاب الأوفى المختار في تاريخ بني إنفا الأنصار صفحة 132
4. ↑  كتاب الأوفى المختار في تاريخ بني إنفا الأنصار صفحة 141
5. ↑  كتاب الأوفى المختار في تاريخ بني إنفا الأنصار صفحة 135
6. ↑  كتاب الأوفى المختار في تاريخ بني إنفا الأنصار صفحة 143